# П'єр Теяр де Шарден
П'єр Теяр де Шарден (фр. Pierre Teilhard de Chardin, 1 травня 1881, Орсін, Франція — 10 квітня 1955, Нью-Йорк, США) — французький католицький теолог і філософ, священник єзуїт, один із творців теорії ноосфери. Також, зробив величезний внесок у палеонтологію та антропологію; здійснив своєрідний синтез християнського навчання й теорії космічної еволюції (теярдизм). Один з перших теїстичних еволюціоністів. 

## Біографія
Марі Жозеф П'єр Теяр де Шарден народився 1 травня 1881 року в замку Сарсена, Орсін (регіон Овернь, Франція) у католицькій родині, четвертий з одинадцяти дітей. 1892 року вступив у коледж Дам-Де-Монгре, що належав Товариству Ісуса (орден єзуїтів). В 1899 році, закінчивши коледж і отримавши ступінь бакалавра зі спеціальностей філософія й математика, вступив в орден єзуїтів.
З 1899 року по 1901 рік учився в семінарії в Екс-ан-Провансі, після двох років новіціату приніс перші обітниці й у 1901—1902 роках продовжував філософську й теологічну освіту в єзуїтській семінарії на острові Джерсі. З 1904 року по 1907 рік викладав фізику й хімію в єзуїтському коледжі Св. Сімейства в Каїрі. В 1908 році його направили в Гастінгс (Англія, графство Сассекс) вивчати теологію. 14 серпня 1911 року, у віці 30 років, висвячений у священники.
Під час навчання в Гастингському коледжі єзуїтів Теяр де Шарден подружився з Чарльзом Доусоном, який «відкрив» скандально відому Пілтдаунську людину. В 1912 році він навіть брав участь у розкопках у Пілтдаунському гравійному кар'єрі разом з Доусоном і Артуром Вудвордом. Деякі дослідники вважають його причетним до фальсифікації, зокрема Луїс Лікі був настільки впевнений у цьому, що в 1971 році відмовився приїхати на симпозіум, організований на честь французького священника. Серед дослідників існують також версії, що його просто ошукали, як і всіх інших.
З 1912 року по 1914 рік працював у Інституті палеонтології людини при паризькому Музеї природної історії під керівництвом М. Буля (великого авторитету в галузі антропології й археології), разом з яким брав участь у розкопках на північному заході Іспанії.
У грудні 1914 року був покликаний в армію, служив санітаром-носильником. Пройшов усю війну, отримав Воєнну медаль і орден Почесного легіону. Саме під час війни (1916 рік) він написав своє перше есе «La vie cosmique» («Космічне життя») — філософські й наукові міркування щодо містики й духовного життя. Пізніше Теяр де Шарден написав: «la guerre a ete une rencontre… avec l'Absolu» («війна була зустріччю… з Абсолютом»).
26 травня 1918 року він склав вічні обітниці у Фуа-Де-Ліон. У серпні 1919 року, бувши на острові Джерсі, написав есе «Puissance spirituelle de la Matiere» («Духовна сила матерії»).
З 1920 року продовжував навчання в Сорбоні, в 1922 році захистив докторську дисертацію у Паризькому католицькому університеті в галузі природничих наук (геологія, ботаніка, зоологія) за темою «Ссавці нижнього еоцену Франції» і там же дістав призначення на посаду професора кафедри геології.
У 1923 році вирушив у дослідницьку експедицію в Тяньцзінь (Китай). Під час експедиції, у пустелі Ордос, написав кілька статей та есеїв, серед них «La Messe sur le Monde» («Всесвітня літургія»). Його стаття, присвячена проблемі первородного гріха, не була зрозуміла в теологічних колах, концепцію Теяра де Шардена визнали такою, що суперечить ученню Католицької церкви, і генерал ордену Влодзимеж Ледуховський заборонив йому публікації й публічні виступи.
У підсумку, у квітні 1926 року Теяр де Шарден знову був направлений на роботу в Китай, де провів у цілому 20 років. До 1932 року він працював у Тяньцзіні, потім — в Пекіні. З 1926 року по 1935 рік Теяр де Шарден взяв участь у п'яти геологічних експедиціях по Китаю, у результаті яких вніс ряд уточнень у геологічну карту країни.
З 1926 року по 1927 рік перебував у східній Монголії і в ці ж роки створив першу свою велику роботу — філолофсько-теологічне есе «Le Milieu divin. Essai de vie interieure» («Божественне середовище. Нарис про внутрішнє життя»).
В 1929 році, беручи участь у стратиграфічних роботах на розкопках у Чжоукоудяне біля Пекіна, Теяр де Шарден разом із колегами виявляє останки синантропа (Homo erectus). Завдяки аналізу цієї знахідки він отримав широке визнання в наукових колах. Ще більшу славу йому й А. Брейлю принесло відкриття в 1931 році того, що синантроп користувався примітивними знаряддями й вогнем.
У наступні роки він працював радником у національному геологічному департаменті Китаю, брав участь у науково-дослідних експедиціях (Китай, Центральна Азія, Памір, Бірма, Індія, Ява), бував у Франції, їздив у США.
З 1938 року до 1939 року він працював у Парижі, у журналі «Etudes» (інтелектуальний центр паризьких єзуїтів), йому було дозволено відновити цикл лекцій і семінарів. У червні 1939 року повернувся в Китай.
З 1939 року до 1946 року, під час Другої світової війни, Теяр де Шарден перебував у вимушеній ізоляції, у Пекіні, живучи в посольському кварталі. У 1940 році заснував разом з П'єром Леруа в Пекіні геобіологічний інститут, а в 1943 році — теж з Леруа — почав випускати новий журнал «Геобіологія». У ті роки (1938—1940) він створив свій головний твір — «Le Phenomene humain» («Феномен людини»).
У травні 1946 року повернувся у Францію, відновив контакти в наукових колах, у квітні 1947 року взяв участь у конференції з еволюції, організованій паризьким Музеєм природної історії, у червні збирався в експедицію в Південну Африку, але через серцевий напад був змушений від цього відмовитися. У 1950 році, у віці 70 років, Теяра обрали в Паризьку академію наук, але заборона на публікації й публічні виступи як і раніше залишалася в силі. В 1952 році він покинув Францію й виїхав працювати в США, в Нью-Йорк, за запрошенням Фонду антропологічних досліджень Веннера-Грена. Брав участь у декількох експедиціях у Південну Африку. В 1954 році провів два місяці у Франції, в Оверні, у будинку своїх батьків.
Теяр де Шарден помер у Нью-Йорку від серцевого нападу 10 квітня 1955 року, у Великодню неділю. Роком раніше, на прийманні у французькому консульстві, він сказав своїм близьким друзям: «Я хотів би вмерти на Великдень, у день Воскресіння».
Після смерті Теяра де Шардена була створена комісія, у яку ввійшли багато його друзів, у тому числі видатні вчені (А. Брейль, Дж. Гакслі, А. Тойнбі, М. Мерло-Понті й інші). Комісія склала й підготувала до видання десятитомне зібрання творів, куди ввійшли практично всі його роботи, за винятком листів і деяких есе. Зібрання творів було відкрито в 1957 році «Феноменом людини».

## Твори
- La Messe sur le monde (1923)
- Lettres d'Egypte
- Le Phénomène humain (1938–1940, опубл. 1955)
- L'Apparition de l'homme (1956)
- La Vision du passé (1957)
- Le Milieu divin (1926–1927, опубл. 1957)
- L'Avenir de l'homme (1959)
- L'Énergie humaine (1962)
- L'Activation de l'énergie (1963)
- La Place de l'homme dans la nature (1965)
- Science et Christ (1965)
- Comment je crois (1969)
- Les Directions de l'avenir (1973)
- Écrits du temps de la guerre (1975)
- Le Cœur de la matière (1976)